# Marià Aguiló Aguiló
Marià Aguiló (Palma 1907-1974) va ser un escriptor, intel·lectual i periodista mallorquí.
Com a escriptor destaca que el 1956 va ser finalista al premi Ciutat de Palma de novel·la, amb La Custodia, de temàtica xueta i escrita en castellà. Fidel al món xueta, la novel·la originalment havia de titular-se La Calle, però la censura franquista va obligar-lo a canviar el títol. També va escriure teatre, poesia i contes, però va deixar inèdita part de la seva obra. En l'àmbit periodístic va treballar a El día, Boletín del grupo literario Azul, Lealtad, Perlas y cuevas i a Papeles de Son Armadams. En molt articles intentà descriure la realitat social de Mallorca, i per la seva tasca períodista va rebre un Premi Ciutat de Palma.
El 2007 es va fer una petita exposició en commemoració del centenari del seu naixement al Centre Cultura Sa Nostra, a Palma.